# Osmangazi
Cet article concerne le district urbain de la ville de Bursa. Pour le sultan ottoman, voir Osman Gazi.
Osmangazi est un district (ilçe, en turc) de la province de Bursa. C'est un des trois districts métropolitains de la province avec Nilüfer et Yıldırım. C'est le district central de la ville de Bursa. Sa population s'élève à plus de 700 000 habitants. C'est le plus important district de la province de Bursa, et le huitième à l'échelle nationale. Le district recouvre la plus grande partie de la ville d'époque ottomane et demeure le point de convergence de plus de 1 800 ans d'histoire architecturale et culturelle. À de nombreux points de vue, le district est un des témoins majeurs de l'histoire du pays ayant bénéficié tour à tour de multiples influences : Rome, Byzance, Seldjoukides jusqu'aux Ottomans, dont les témoignages architecturaux et culturels qui remontent à de nombreux siècles en font le véritable cœur de la métropole de Bursa. L'architecture historique se mêle aux constructions les plus modernes. Connue pour être la « Cité des Sultans », Osmangazi a abrité la résidence des six premiers sultans de l'Empire ottoman naissant et conjugue ses légendes avec les nombreux bâtiments historiques : mosquées, bains, ponts, fontaines et ruines antiques. Une association de restauration œuvre à la conservation de ce riche patrimoine.

## Jumelages
La ville d'Osmangazi est jumelée avec :
- Kardjali (Bulgarie)
- Omourtag (Bulgarie)
- Kapchagaï (Kazakhstan)
- Keles (Turquie)
- Stari Grad (Bosnie-Herzégovine)
- Tchaïr (Macédoine du Nord)
- Arriana (Grèce)
- Arrondissement de Lahn-Dill (Allemagne)
- Umeå (Suède)
- Mamuša (Kosovo)
- Obilić (Kosovo)
- Mehmetçik (Chypre)
- Gaza (Palestine)
- Alep (Syrie)
- Chaki (Azerbaïdjan)
- Doboj (Bosnie-Herzégovine)
- Topeiros (Grèce)
- Beit Hanoun (Palestine)
- Jéricho (Palestine)
- Yeniboğaziçi (Chypre)
- Boztepe (Turquie)
- Mustafakemalpaşa (Turquie)
- Bozüyük (Turquie)
- Yunusemre (Turquie)
- Preševo (Serbie)
- Toʻraqoʻrgʻon (Ouzbékistan)